# Valmojado
Valmojado é um município da Espanha na província de Toledo, comunidade autónoma de Castilla-La Mancha. Possui uma área de 26 km² e uma população de 3.109 habitantes (2006), sua densidade populacional é de 105,10 hab/km².

## Demografia
| Variação demográfica do município entre 1991 e 2004 | Variação demográfica do município entre 1991 e 2004 | Variação demográfica do município entre 1991 e 2004 | Variação demográfica do município entre 1991 e 2004 |
| --------------------------------------------------- | --------------------------------------------------- | --------------------------------------------------- | --------------------------------------------------- |
| 1991                                                | 1996                                                | 2001                                                | 2004                                                |
| 2164                                                | 2325                                                | 2495                                                | 2763                                                |